# 小清水卓二
小清水 卓二（こしみず たくじ、1897年(明治30年)6月15日 - 1980年(昭和55年)10月24日）は、日本の植物生理生態学者。理学博士。

## 経歴
神奈川県足柄生まれ。父良造は大蔵省官吏。1923年東京高等師範学校理科卒後、秋田県立本荘中学校で教諭となる。教職を勤める傍ら東北帝国大学にてハンス・モーリッシュ教授から植物学の指導を受ける。その後京都帝国大学理学部（植物）に入学。1927年卒後、同大大学院にて植物生理生態学者郡場寛に師事。1930年京都府女子師範学校教授に就任。1932年奈良女子高等師範学校教授、1949年より奈良女子大学教授（植物学教室、理学部学部長）。1964年より帝塚山大学教授（教養学部学部長、学長代理）。専門は、植物生理生態学。万葉集に詠まれた植物である「万葉植物」や奈良・大和地方の天然記念物等に関する生態学的研究や、正倉院の御物や古代遺跡からの出土物についての植物学的調査などを行った。日本自然保護協会評議員、関西自然科学研究会会長、奈良県文化財保護審議会委員、奈良植物研究会会長（初代）等を歴任。国立公園功労賞、奈良県文化賞、文化財保存功労賞など受賞。1970年勲三等瑞宝章叙勲。1980年正四位に追位。

## 書籍
- 田中真知郎、岡部伊都子、小清水卓二 『花の大和路(朝日文庫)』（朝日新聞社、1986年）
- 小清水卓二 、西山松之助、河原正彦、元井能『日本の文様 18 桜』（光琳社出版、1985年）
- 小清水卓二 、犬養孝、田辺聖子、瀬戸内晴美ほか『真珠の小箱 1 奈良の春／さくら』（角川書店、1980年）
- 樋口清之、サトウサンペイ、小清水卓二 ほか『真珠の小箱 4 奈良の冬／梅の文化 - 月ケ瀬』（角川書店、1979年）
- 小清水卓二 ほか『母と子のための奈良県の植物』（奈良新聞社、1975年）
- 田中真知郎、岡部伊都子、小清水卓二 『花の大和路』（朝日新聞社、1971年）
- 小清水卓二 『万葉の草・木・花』（朝日新聞社、1970年）
- 小清水卓二 『奈良の自然』（六月社、1965年）
- 小清水卓二 、津田松苗『私の採集図鑑』（清文堂・学習出版社、1953年）
- 小清水卓二 『万葉植物と古代人の科学性』（1948年）
- 小清水卓二 『植物生長ホルモン』（績文堂、1944年）
- 小清水卓二 『大和の名勝と天然記念物』（天理時報社、1943年）
- 小清水卓二 『萬葉植物　写真と解説　改訂版』（三省堂、1942年）

## 報告書
- 小清水卓二 、平田善文、岩田重夫『春日山とその周辺の植物目録』（1975年）
- 足立康、岸熊吉、小清水卓二 『藤原宮跡発掘調査報告. 1. 高殿出土植物遺品の調査』（吉川弘文館、1974年）
- 小清水卓二 ほか『奈良市史 自然編』（1971年）
- 小清水卓二 ほか『奈良県吉野郡上北山村総合調査 植物の部』（1962年）
- 小清水卓二 ほか『名勝月ヶ瀬（総合学術調査）』（1957年）
- 大賀一郎、小清水卓二 、瀧窈ほか『書陵部紀要 昭和28・29・30年度正倉院御物材質調査』第8号 pp57-81（宮内庁書陵部、1957年）
- 小清水卓二 ほか『萬葉集大成 第8巻 (民俗篇)』（1954年）
- 小清水卓二 ほか『吉野川流域の植物相概観』奈良県総合文化調査報告書3 (奈良県教育委員会)、pp155-166（1954年）
- 小清水卓二 ほか『奈良叢記 奈良市附近の巨樹と名木』pp41-61（駸々堂書店、1942年）

## 学術論文
- 小清水卓二 『奈良県の植物研究史序説（四）』奈良植物研究、第4号 pp1-4（1981年）
- 小清水卓二 『奈良県の植物研究史序説（三）』奈良植物研究、第3号 pp13-17（1980年）
- 小清水卓二 『奈良県の植物研究史序説（二）』奈良植物研究、第2号 pp21-26（1979年）
- 小清水卓二 『奈良県の植物研究史序説（一）』奈良植物研究、第1号 pp2-3（1978年）
- 小清水卓二 『考古学的にみた日本の栽培植物』日本古文化論攷、pp607-611（1970年）
- 小清水卓二 『日本における今から百年以上の古い時代に手記或は印刷された植物関係の書類目録』関西自然科学、第18巻 pp1-7（1966年）
- 小清水卓二 『古代日本の住居跡から出土する桃核について』近畿古文化論考、第13巻 pp559-568（1963年）
- 小清水卓二 、菅沼孝之、桐井雅行『植物生長作用物質が桜花の寿命延長に及ぼす影響』奈良女子大学生物学会誌、第13巻 pp45（1963年）
- 小清水卓二 『ハマオモトの分布と分布機構』木原生物学研究所・生研時報、第6号（1953年）
- 小清水卓二 『奈良八重桜』大和文華、第2号 pp1-4（1951年）
- 小清水卓二 『万葉植物から見た上古日本国民の自然観察』兵庫県中等教育博物学雑誌、第7号 pp87-89（1941年）
- 小清水卓二 『海水及び淡水中に於ける種子の発芽力及び浮遊力に就いて』動物及植物、第7巻第3号 pp51-55（1939年）
- 小清水卓二 『胎生種子に就いて』理学界、第37巻 pp937-941（1939年）
- 小清水卓二 『出土した古代丸木弓材に就いて』動物及植物、第7巻第2号 pp43-48（1939年）
- Koshimizu T, 「On the “Crinum Line” in the Flora of Japan」『植物学雑誌』 52巻 615号 1938年 p.135-139
- Koshimizu T, 「Phytogeographical Distribution of Crinum throughout the World」『植物学雑誌』 52巻 613号 1938年 p.32-39
- 小清水卓二 『自然界の讀み違ひ』奈良女子高等師範學校校友會誌、第13号, pp1-4（1936年）
- 小清水卓二 『奈良公園名木「花の松」の老衰復活策』植物趣味（東亞植物學會）、第4巻第3号 pp96-97（1935年）
- 小清水卓二 『近頃特に喧しくなつて来た植物界のホルモンに就いて』学習研究、第13巻第8号 pp127-130（1934年）
- Koshimizu T, Carpobiological Studies of Crinum Asiaticum L, Var. Japonicum Bak, Botanical Institute, 23, (1930)

## その他
- 小清水卓二 『万葉植物園』科学から見た天平：奈良（近鉄沿線自然シリーズ１）pp1-3（1980年）
- 小清水卓二 『御説明要旨 春日奥山』（1979年）昭和天皇・香淳皇后が春日山原始林を散策した際に行った御進講のテキスト
- 小清水卓二 『関西自然科学研究会を振りかえって』関西自然科学（関西自然科学研究会）、第22号 p44-45（1970年）
- 小清水卓二 『郡場寛先生の一面』関西自然科学（関西自然科学研究会）、第22号 p6（1970年）
- 小清水卓二 『筒井氏と私』自然とともに（筒井嘉隆氏記念会）、pp7-8（1964年）